# Isotes quadrimaculata
Isotes quadrimaculata es una especie de insecto coleóptero de la familia Chrysomelidae.
Fue descrita científicamente en 1880 por Martin Jacoby.